# Riviera Las Vegas
Das Riviera, auch „The Riv“ genannt, war ein Hotel und Casino-Komplex am Strip in Winchester. Es verfügte über 2100 Hotelzimmer, zum großen Teil in einem 23-stöckigen Gebäude. Der Casinobereich erstreckte sich über 10.000 m². Der Komplex wurde im Juni (Monaco Tower) und August (Monte Carlo Tower) 2016 in zwei separaten Sprengungen abgerissen. Das Grundstück ist nun im Besitz der Tourismusbehörde Las Vegas Convention and Visitors Authority (LVCVA), welche auf der Fläche weitere Gebäude für Messen und Kongresse errichten wird.

## Geschichte
Das Riviera wurde am 20. April 1955 als erstes großes Casino und neuntes Resort am Las Vegas Strip eröffnet. Architektonisch setzte das Riviera neue Maßstäbe: Zuvor waren Hotels am Strip wie große Motels aufgebaut. Eine Gruppe von Investoren aus Miami (Florida) erbaute den Komplex. Im Laufe der Zeit wechselte das Hotel mehrfach die Besitzer, einige Zeit wurde den Betreibern eine Nähe zur La Cosa Nostra nachgesagt. So wurde Gus Greenbaum nach seinen Erfolgen beim Flamingo Las Vegas, das er 1947 nach dem Tod von Bugsy Siegel übernommen hatte, von Anthony Accardo und Jake Guzik überzeugt, auch im Riviera die Kontrolle zu übernehmen, da es bis dahin fünf Millionen US-Dollar Verlust produziert hatte. Am 3. Dezember 1958 wurden Greenbaum und seine Frau ermordet, neben Unstimmigkeiten in seiner Geschäftsführung spielte auch seine Weigerung eine Rolle, seine Anteile zu verkaufen, die Meyer Lansky unter Kontrolle bringen wollte. In den Casinos war es auch üblich, Künstlern kleinere Anteile an den Casinos zu überlassen; so besaßen zur Eröffnung auch Harpo und Gummo Marx Minderheitsbeteiligungen, und Dean Martin verfügte über einen kleinen Anteil, als er im Theater des Casinos als Hauptattraktion auftrat. Auch Liberace trat zu Beginn in dem angeschlossenen Theater auf. 
2006 endete Splash, eine traditionelle Revue, nach langjähriger Aufführung im Riviera. Am 6. April 2006 sollte die Gesellschaft von Riv Acquisition Holdings, einer Investmentgruppe um den Immobilienexperten Neil Bluhm, Barry Sternlicht, Paul Kanavos and Scott Butera (Präsident der Gruppe) übernommen werden. Das Angebot über 17 $ je Aktie wurde jedoch am 29. August von den Aktionären abgelehnt. Der Betrieb ging im Laufe seiner Geschichte mehrmals in Insolvenz, zuletzt im Jahr 2010. 
Am 4. Mai 2015 wurde das Riviera nach 60-jährigem Bestand geschlossen. Es war zu diesem Zeitpunkt das älteste Casino am Strip. Die seit 1987 bis zuletzt im Hotel gezeigte Erotik-Show Crazy Girls wird im Planet Hollywood Resort and Casino weitergeführt. Ebenso wird die bekannte Bronze-Skulptur, welche die Künstler der Show zeigt, dort wieder aufgestellt werden. Am 14. Juni 2016 wurde der erste Teil des Hotels gezielt gesprengt.

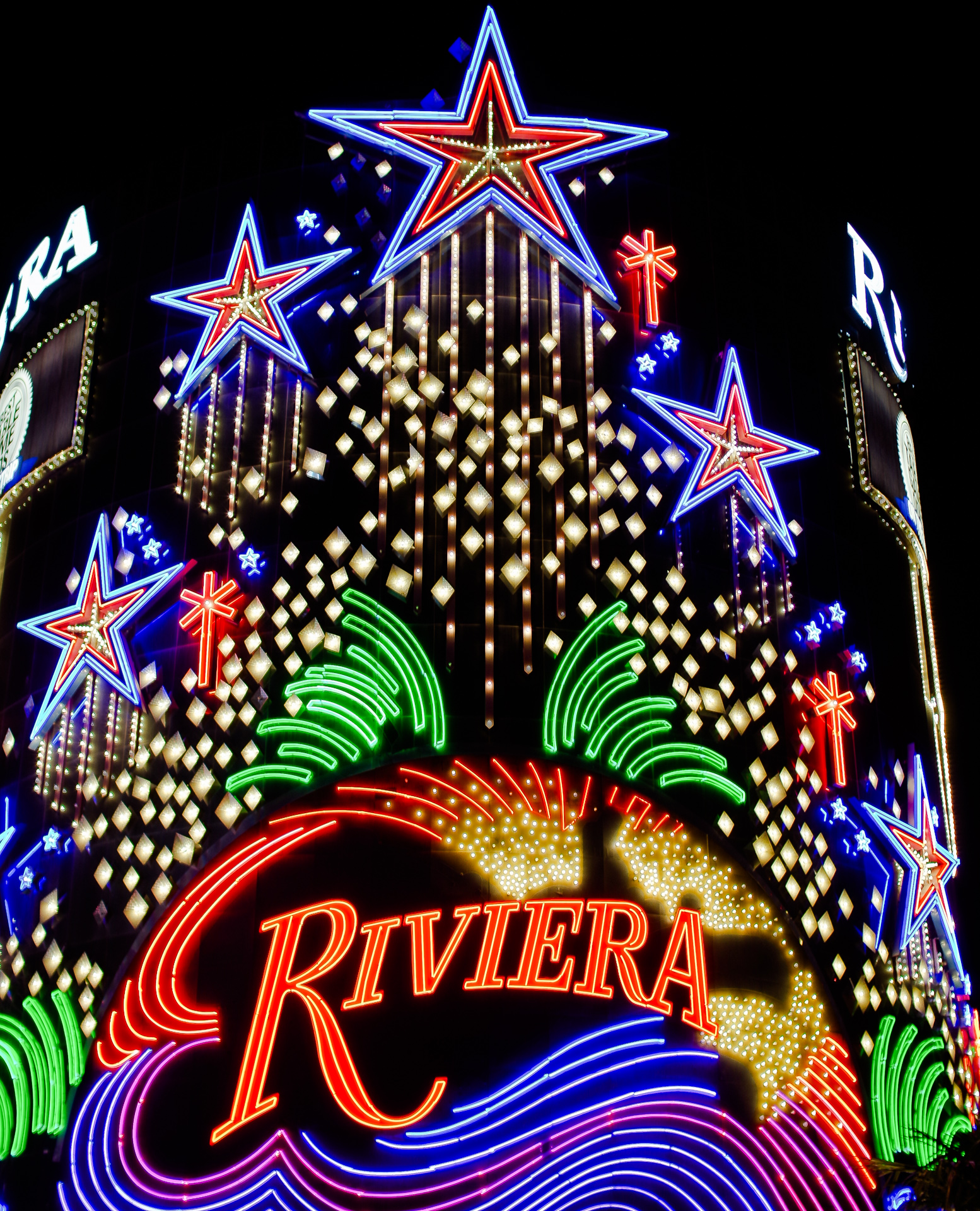
Beleuchtete Front des Riviera Hotels Las Vegas bei Nacht

### Dreharbeiten
Das Riviera wurde oft als Set für Filme verwendet, da es nicht über ein besonderes Thema wie sonstige Casinos verfügt. Teile der folgenden Filme wurden im Riviera gedreht:
- Frankie und seine Spießgesellen (Original Ocean's Eleven) (1960)
- Diamantenfieber (1971)
- Austin Powers – Das Schärfste, was Ihre Majestät zu bieten hat (1997)
- Casino (1995)
- Showgirls (1995)
- Go (1999)
- Crime is King – 3000 Meilen bis Graceland (2001)
- 21 (2008)
- Hangover (2009)